# Sant Martí de Montnegre
Sant Martí de Montnegre és una església del poble homònim (Vallès Oriental), inclosa a l'Inventari del Patrimoni Arquitectònic de Catalunya. Està situada als vessants septentrionals del massís del Montnegre, a uns 467 m d'altitud.

## Història
El poble de Montnegre és esmentat el 1022 i l'església fou inicialment la del Castell de Montnegre, centre d'una extensa jurisdicció que comprenia a més Fuirosos, la Batllòria i Gualba. El castell va ser malmès en la revolta dels remences del segle xv i els Gualba el van abandonar i van construir el Casal dels Gualba a la Batllòria.

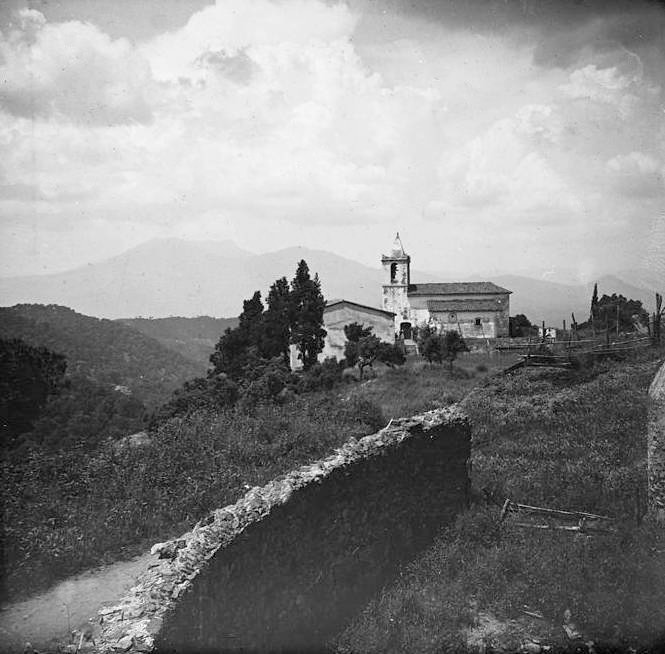
Església i rectoria l'any 1917

Se sap que l'any 1379 fou reparada, i els anys 1737 i 1739 el visitador constatava que calia fer reparacions importants. En la visita que hi va fer el bisbe Gavino de Valladares el 1776, es fa constar que era acabada de construir.
Fins al 1867 en depenia el veïnat de la Batllòria, i tenia com a sufragània a la parròquia de Sant Cebrià de Fuirosos.

## Descripció
Edifici religiós de paredat, arrebossat i emblanquinat. Té un campanar rectangular, amb quatre buits per a les campanes, de mig punt, sobre cornisa senzillesa, que divideix els dos cossos. Hi ha una altra cornisa sobre els buits i, encara al damunt, uns merlets (estil català). Corona la torre un cos piramidal. La portada és d'arc rebaixat i amb motllura seguida entre els muntants i de l'arc. Hi ha un ull de bou construït l'any 1610. És d'una sola nau i té dues capelles a cada costat. La nau central té amb quatre trams de volta de mig canó. L'absis té volta de mitja taronja. Parets de paredat i voltes de ciment.